# 중국 육상 협회
중국 육상 협회(중국어 간체자: 中国田径协会, 정체자: 中國田徑協會)는 중화인민공화국의 육상 종목 행정을 총괄하는 스포츠 행정 기구이다. 1954년에 설립되었으며 중화인민공화국의 육상 종목 전반을 관리하고 있다. 본부는 베이징에 있다.